# سیارک ۳۸۷۳
سیارک ۳۸۷۳ (به انگلیسی: 3873 Roddy، نامگذاری:1984WB) سه هزار و هشتصد و هفتاد و سومین سیارک کشف شده‌است که در ۲۱ نوامبر ۱۹۸۴ کشف شد.
قدر مطلق سیارک برابر ۱۲٫۰۰ است.